# Сеуло
Сеуло (итал. Seulo) — коммуна в Италии, располагается в регионе Сардиния, в провинции Кальяри.
Население составляет 1023 человека (2008 г.), плотность населения составляет 17 чел./км². Занимает площадь 59 км². Почтовый индекс — 8030. Телефонный код — 0782.
Покровительницей коммуны почитается Пресвятая Богородица, празднование 8 декабря.

## Демография
Динамика населения:
Вследствие декларируемой высокой пропорции долгожителей в коммуне, она, как и часть соседней провинции Нуоро, относится к «голубым зонам».

## Администрация коммуны
- Официальный сайт: https://web.archive.org/web/20090828174508/http://www.comune.seulo.nu.it/